# قلعه چاه‌کوتاه
قلعه چاه‌کوتاه، روستایی از توابع بخش چغادک شهرستان بوشهر در استان بوشهر ایران است.

## جمعیت
این روستا در دهستان چاه‌کوتاه قرار داشته و بر اساس سرشماری سال ۱۳۸۵ جمعیت آن ۳۴۷ نفر (۷۹ خانوار) بوده‌است.